# Удрешти (Дамбовица)
Удрешти (рум. Udrești) насеље је у Румунији у округу Дамбовица у општини Улми. Oпштина се налази на надморској висини од 258 m.

## Становништво
Према подацима из 2002. године у насељу је живело 198 становника, од којих су сви румунске националности.